# 周顯王
周显王（？—前321年），又稱周显聖王或周显聲王，姓姬，名扁，中國東周君主，在位48年，為周烈王之弟。
周顯王五年（前364年）發生河西之戰，秦獻公親率主力進至河東，秦將章蟜在石門山（今山西省運城市西南）大敗魏軍，斬首6萬。由於趙國出兵救援魏國，秦才退兵。此戰為秦國對魏國的首次重大勝利，諸侯震動，周顯王亦祝賀「獻公稱伯」，並頒賞他繡着黼黻圖案的服飾。
周顯王十三年（前356年），秦國商鞅變法。周顯王十六年（前353年）發生桂陵之戰，周顯王二十八年（前341年）發生馬陵之戰。

## 在位年與西曆對照表
| 前任： 周烈王 | 周天子 東周第23代 前368-前321 | 繼任： 周慎靚王 |